# 6925 Susumu
6925 Susumu (1993 UW2) là một tiểu hành tinh vành đai chính được phát hiện ngày 24 tháng 10 năm 1993 bởi T. Seki ở Geisei.